# Social-démocratie bulgare (parti politique)
Pour l’article homonyme, voir Social-démocratie bulgare.
La Social-démocratie bulgare - EuroGauche (Българска социалдемокрация – Евролевица), BSEL, anciennement l'Euro-gauche bulgare (Българска Евролевица), BEL, est un parti politique bulgare, membre observateur de l'Internationale socialiste[réf. nécessaire].

## Histoire
Le parti social-démocrate bulgare est issu de la transformation, en mars 2003, du parti Euro-gauche bulgare qui a été rejoint par d'autres partis de moindre importance.